# 侯康
侯康（1553年—1613年），字汝錫，號晉軒，雲南永昌衛官籍，明朝官员。

## 生平
癸丑年八月初九日生，行一，治《詩經》，由保山縣學生中式萬曆十年（1582年）壬午科雲南鄉試二十七名舉人，年三十三歲中式萬曆十四年（1586年）丙戌科會試二百名，第三甲第三十三名進士。戶部觀政，本年六月授四川內江縣知縣。二十年升廣平府同知，二十六年升户部员外郎，二十七年升郎中，甘固管粮，三十年养病，三十三年京察。

## 家族
曾祖侯鎮，正千戶、祖侯佐，正千戶、父侯宇，母趙氏。慈侍下，妻陸氏，兄侯度（指揮僉事），弟侯賡（官帶）、侯唐、侯廕。